# نور کیانک، آرارات
نور کیانک (به ارمنی: Նոր կյանք) یک شهر در ارمنستان است که در استان آرارات واقع شده‌است.  در  کیلومتری شمال آرتاشات، مرکز استان آرارات واقع شده است.

## خصوصیات
نور کیانک ۲٬۴۰۸ نفر جمعیت دارد و در ارتفاع  متر بالاتر از سطح دریا قرار گرفته است.